# Trattato di Vienna (1738)
Il (terzo) trattato di Vienna, siglato il 18 novembre 1738, fu il trattato di pace che pose definitivamente fine agli scontri della guerra di successione polacca.
In seguito a questo trattato, Stanislao Leszczyński rinunciò al trono di Polonia (pur conservando il titolo di Re) ottenendo come compensazione Nancy, il Ducato di Lorena e la Contea di Bar con la clausola che alla sua morte la Lorena passasse alla Francia. I possedimenti che passarono a Stanislao vennero sottratti a Francesco Stefano di Lorena, marito di Maria Teresa d'Austria, il quale ottenne in compenso il Granducato di Toscana. Qui aveva tradizionalmente regnato la famiglia medicea, ma la morte senza eredi di Gian Gastone de' Medici, avvenuta nel 1737, decretò l'estinzione della famiglia. Fu infatti solamente nel 1737 che Stanislao e Francesco Stefano ottennero i nuovi possedimenti così come determinato dagli accordi preliminari di pace. 
La Francia si impegnò inoltre a riconoscere la Prammatica Sanzione di Carlo VI d'Asburgo. In Italia invece, Carlo Emanuele III di Savoia estese il territorio del Regno di Sardegna con l'annessione di Novara, Tortona ed i feudi delle Langhe, mentre l'Austria rinunciava a Napoli, Sicilia e Stato dei Presidi in favore di Carlo di Borbone, ottenendo in cambio il Ducato di Parma e Piacenza, ove nel frattempo s'era estinta la dinastia dei Farnese.

## Breve contesto storico
Il 26 settembre 1733 era stato stipulato un trattato d'alleanza offensiva e difensiva fra la Francia (S.M. Cristianissima Luigi XV), la Spagna (S.M. Cattolica Filippo V) e la Sardegna (S.M. il re di Sardegna, Carlo Emanuele III). L'imperatore d'Austria chiede la pace, dal 3 ottobre 1735 si svolgono i preliminari di Vienna.
La Spagna vorrebbe Mantova e la Lombardia per don Filippo. Il cardinale di Fleury media la pace con Carlo VI, senza la Spagna ed i Savoia. In seguito i preliminari sono approvati dalla Russia e dalla Polonia. I preliminari della pace vengono sanzionati nella dieta di Ratisbona il 18 maggio 1736. La Spagna vi aderì il 15 aprile 1736, il re delle Due Sicilie il 1º maggio, ed il re di Sardegna il 16 agosto del medesimo anno.
La sospensione d'armi (armistizio) fu pubblicata nell'Impero il 3 novembre 1735 ed in Lombardia il 16 novembre. Il 2 dicembre 1735 gli spagnoli accettarono l'armistizio e si ritirarono dalla Toscana, cedendola agli austriaci. Soltanto il 18 novembre 1738 fu conclusa la pace definitiva tra la Francia e l'imperatore d'Austria, a cui la Sardegna aderì il 9 marzo 1739.